# Shanta
Shanta (Sanskrit, Nepali: शान्ता; Hindi, Marathi: शांता) ist ein weiblicher Vorname.

## Herkunft und Bedeutung
Der unter anderem im Indischen verwendete Vorname bedeutet in Sanskrit befriedet/beruhigt, ruhig/still/friedlich/mild/gelassen. Im hinduistischen Epos Ramayana ist dies der Name einer Tochter von König Dasharatha.

## Bekannte Namensträgerinnen
- Shanta Ghosh (* 1975), deutsche Leichtathletin